# Simone IV di Montfort
Simone IV di Montfort, in francese Simon IV de Montfort (1170 circa – Tolosa, 25 giugno 1218), fu signore di Montfort-l'Amaury, dal 1187 e quinto conte di Leicester, dal 1204, visconte di Béziers e visconte di Carcassonne, dal 1210, duca di Narbona, dal 1214, conte di Tolosa, dal 1215 e fu al comando della crociata albigese, dal 1209 alla sua morte.

## Ascendenza
Simone era il figlio maschio primogenito del signore di Montfort-l'Amaury, Simone di Montfort (fu il quarto signore di Montfort a portare tale nome) e della moglie, Amicia di Leicester.

## Biografia

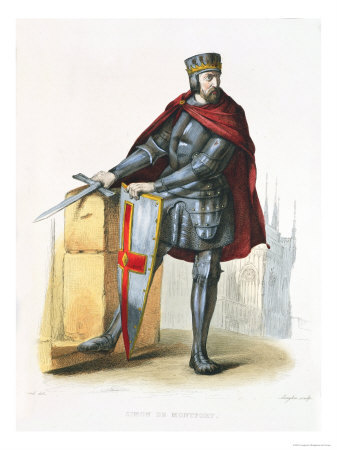
Simone di Montfort. Dipinto del 1835.

Il nonno, Simone III detto il Calvo, morì nel 1181: costui, che durante le guerre tra il re di Francia, Luigi VII ed il re d'Inghilterra e duca di Normandia, Enrico II, si era spesso trovato a disagio dovendo schierarsi, aveva lasciato il feudo normanno (la contea di Évreux) al figlio primogenito, Amalrico V, e il feudo francese all'altro figlio Simone. 
Ma questi governò per pochi anni le sue signorie; infatti morì nel mese di agosto 1187, e Simone, figlio primogenito, gli succedette nelle signorie di Montfort e Rochefort, come Simone IV.
Nel 1199 diede l'adesione per partecipare alla quarta crociata (molto probabilmente fu tra i promotori riuniti nel castello di Écry-sur-Aisne, da colui che fu messo a capo della crociata, Tebaldo III di Champagne). 
Nel 1202 si oppose senza successo all'assedio di Zara, per ottemperare alla missiva (smarrita) di papa Innocenzo III. 
Simone col fratello e altri seguaci, tra cui l'abate Guido de Vaux de Cerney, futuro vescovo di Carcassonne, col nipote, Pietro di Vaux de Cernay e Rinaldo, signore di Montmirail, lasciarono i crociati a Zara e si recarono in Palestina attraverso Ungheria e Italia partendo da Barletta e ritornò in Francia nel 1204.
Nello stesso anno morì, senza eredi, lo zio materno, Roberto di Leicester, e Simone, assieme alla madre, chiese il titolo di conte di Leicester, titolo che ottenne tra la fine del 1206 e l'inizio del 1207, senza però ricevere anche il possesso dei beni feudali collegati al titolo, in quanto il re d'Inghilterra Giovanni Senza Terra aveva confiscato i possedimenti inglesi della contea di Leicester, sembra per debiti contratti dallo stesso Simone di Monfort.
Nell'agosto 1209, dopo il rifiuto all'impegno nella Crociata albigese da parte del duca di Borgogna e dei conti di Nevers e Saint-Pol, Simone fu nominato capitano generale dell'esercito crociato che si era comportato con inaudita brutalità nella conquista e saccheggio di Béziers. Narbona e altre città si erano arrese, resisteva solo Carcassonne, che fu assediata e capitolò il 15 agosto e il visconte Raimondo Ruggero Trencavel fu rinchiuso in una prigione, dove morì durante l'inverno.
Nominato visconte di Béziers e di Carcassonne nel 1210, continuò l'occupazione dei territori degli eretici e nel 1212 aveva raggiunto i territori della contea di Tolosa. 
Fu convocato un sinodo a Lavaur dove il conte Raimondo VI di Tolosa fu invitato a discolparsi della morte del legato del papa Pietro di Castelnau, che nel 1203 era stato inviato nella contea di Tolosa ed in altre contee e viscontee del sud della Francia da papa Innocenzo III, a capo di una delegazione di missionari muniti di poteri legatizi, cioè come legati pontifici.
Ritenuto il conte Raimondo colpevole, l'occupazione dei suoi territori continuò, nonostante le proteste del re d'Aragona, Pietro II, contro le usurpazioni commesse ai danni del conte di Tolosa e dei suoi vassalli.

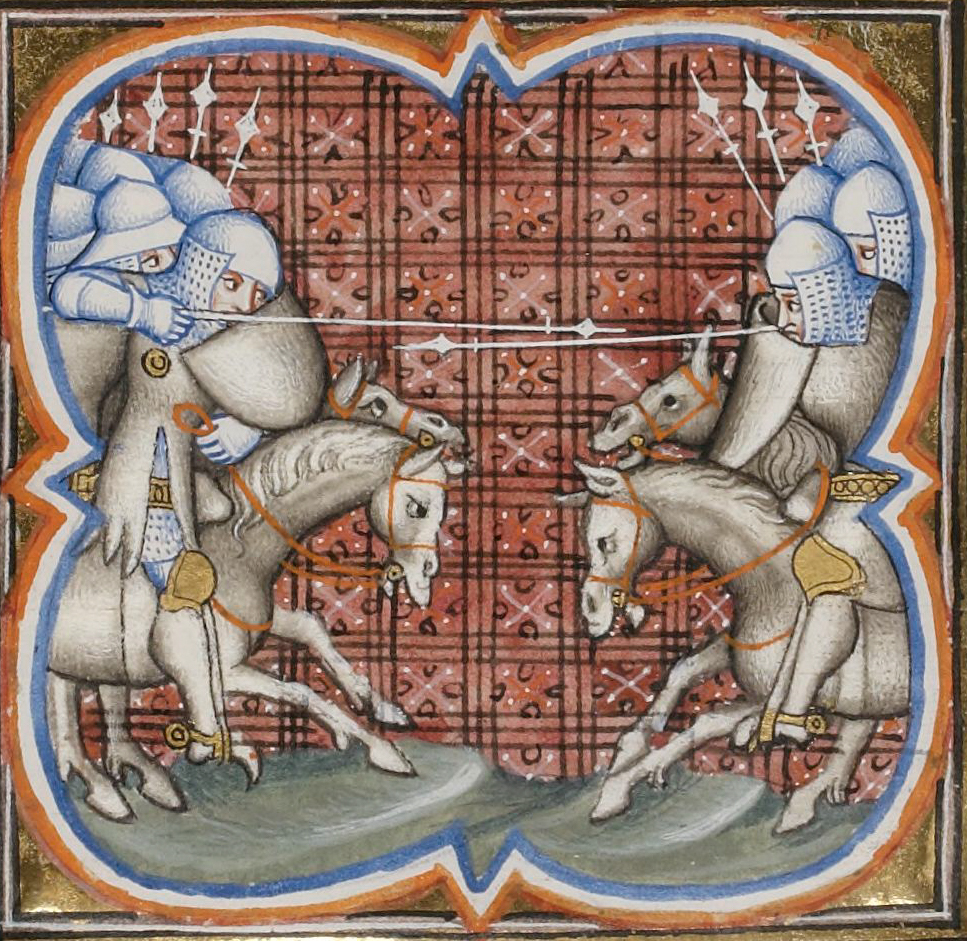
La Battaglia di Muret da una miniatura del XIV secolo.

Nel 1213, anche se Innocenzo III avrebbe voluto interromperla, la crociata contro l'eresia riprese vigore, specialmente nel tolosano, contro Raimondo VI. Intervenne ancora nella contesa il cognato di Raimondo VI; il re d'Aragona Pietro II, che il 16 luglio del 1212 era stato uno dei re cristiani vincitori della battaglia di Las Navas de Tolosa, contro i mori di al-Andalus, già preoccupato che la crociata stesse interessando i suoi sudditi, i conti di Foix e di Comminges, e che, dopo aver invano rivolto un appello al papa Innocenzo III, decise di scendere in campo contro i Crociati a capo di una coalizione formata dai conti di Tolosa, di Foix e di Comminges e dal visconte di Béarn.
Pietro dichiarò guerra a Simone di Montfort e ai crociati; il conflitto si risolse con una sola battaglia, il 12 settembre 1213, dove Pietro venne sconfitto e perse la vita.
Simone nel 1214 riuscì a conquistare alla sua causa sia il cardinale Pietro di Benevento che il figlio del re di Francia, Luigi, giunti con lo scopo di pacificare i contendenti, e in quello stesso anno Simone venne proclamato duca di Narbona. Dopo che anche Tolosa fu conquistata Simone si faceva chiamare conte di Leicester, visconte di Béziers, visconte di Carcassonne, duca di Narbona e conte di Tolosa.
In quel periodo Simone fece dono a San Domenico di Guzmán del castello di Cassanel
Nel novembre 1215 Raimondo VI fu a Roma a perorare la propria causa davanti al concilio Lateranense IV, che condannò l'eresia dei catari e appoggiò incondizionatamente la crociata. Simone fu riconosciuto conte di Tolosa, mantenendo il possesso di tutte le terre che aveva conquistato, mentre le terre che non erano state ancora conquistate, dovevano essere conservate dalla Chiesa per quando Raimondo, il figlio di Raimondo VI, avesse raggiunto la maggior età; a Raimondo VI il papa garantì una rendita annua di 400 marchi d'argento, mentre le pretese del re di Francia di rendere la contea di Tolosa sua vassalla andarono deluse. Inoltre, al concilio lateranense, a Raimondo furono tolti i territori (tra cui il Vivarais) che egli possedeva entro i confini dell'impero, e questi furono assegnati a Simone, che aveva guidato la crociata. Quindi, nel 1215, Simone divenne conte di Tolosa oltre a essere già duca di Narbona, e il re d'Inghilterra, Giovanni Senza Terra, si rappacificò con lui e gli riconsegnò, per il tramite di suo nipote Ranulph de Gernon, le terre che gli aveva confiscato nel 1207.

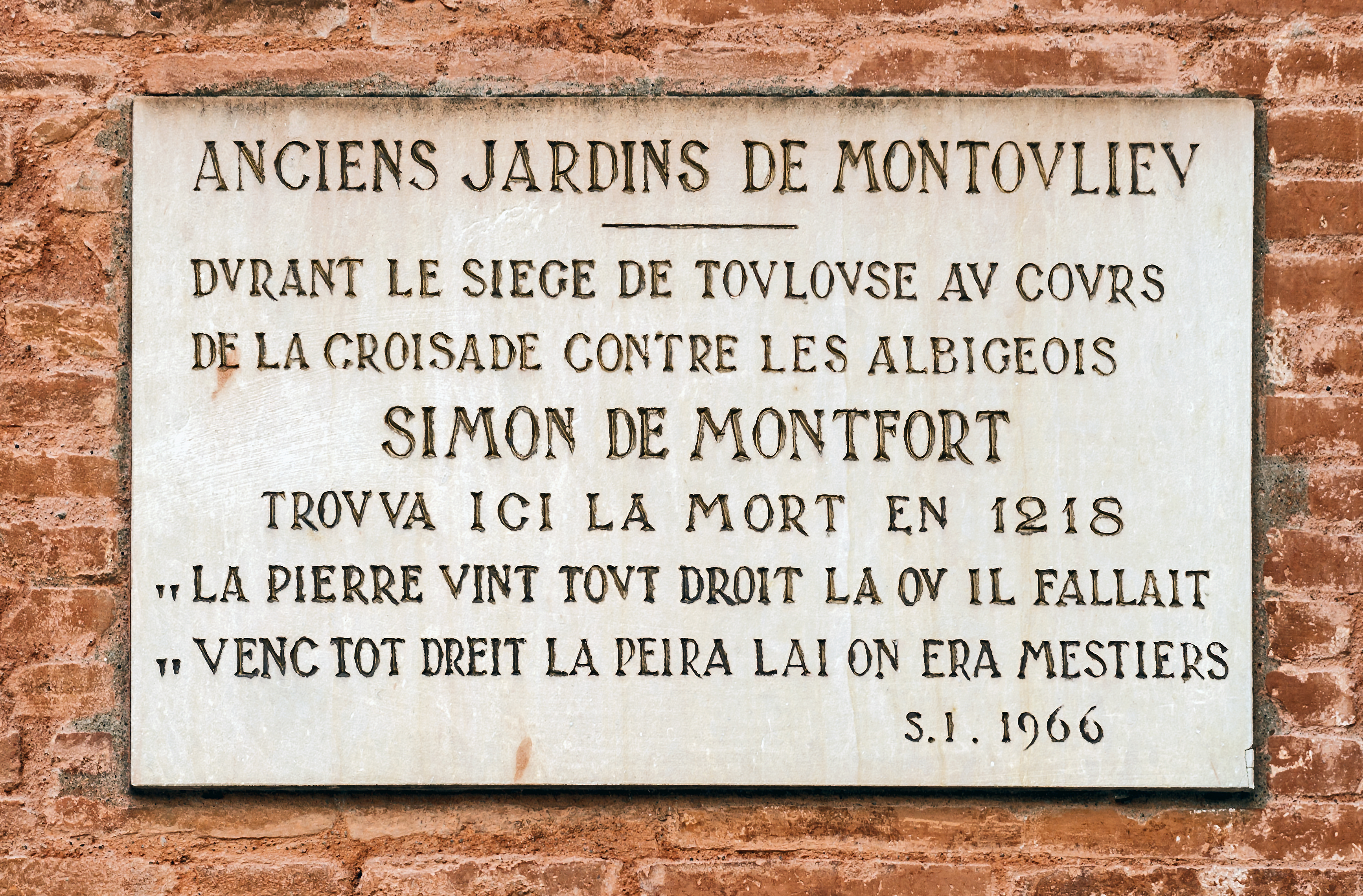
Targa che commemora la morte di Simone di Montfort

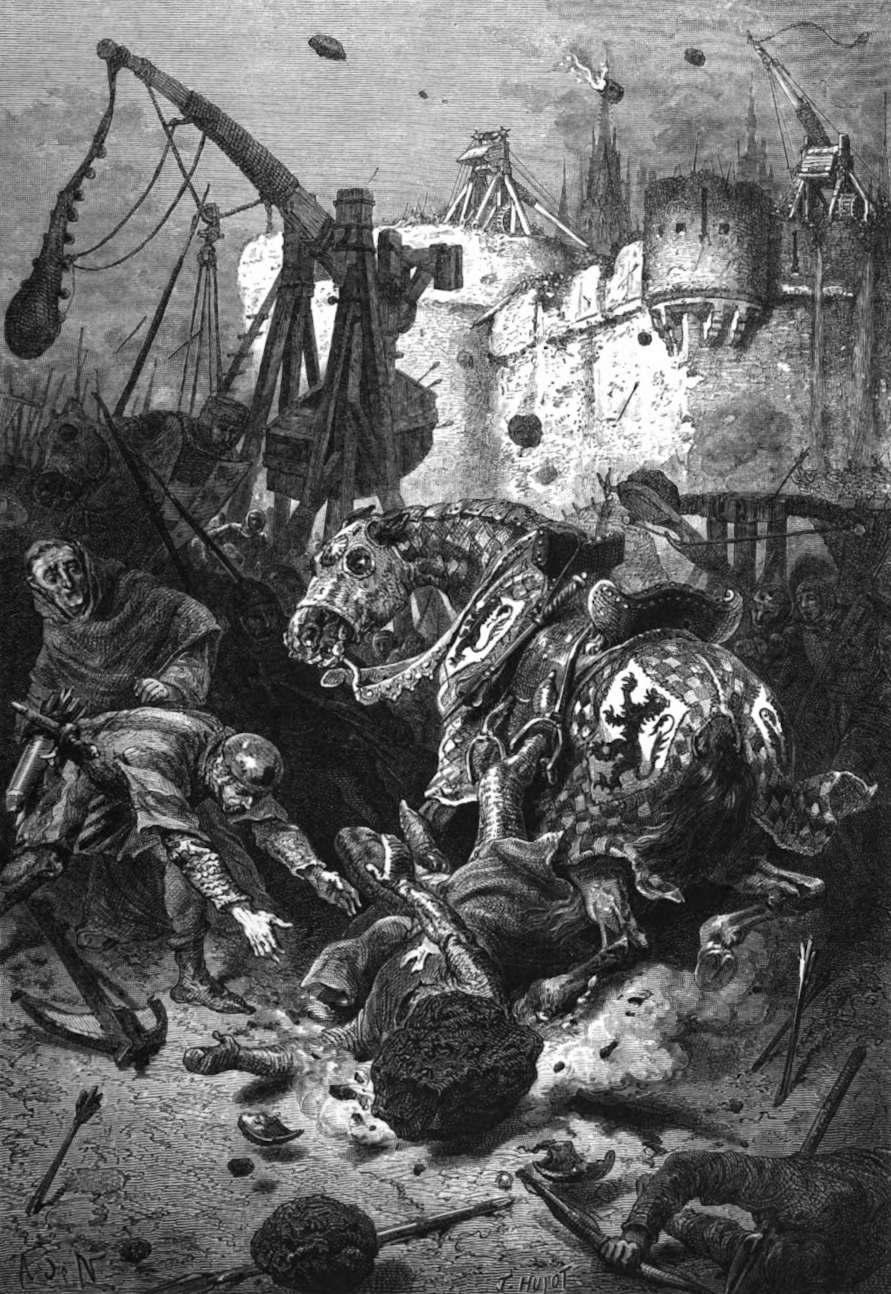
La morte di Simone di Montfort.

Nell'aprile 1216 Simone di Montfort si recò a Parigi per rendere omaggio al re di Francia Filippo Augusto dei suoi nuovi domini: ducato di Narbona, contea di Tolosa, viscontea di Beziers e viscontea di Carcassonne; ma mentre Simone si trovava a Parigi, Raimondo VI, con l'appoggio del figlio Raimondo, il futuro Raimondo VII, sbarcò a Marsiglia dando inizio alla guerra di liberazione, sino a riconquistare Tolosa il 12 settembre 1217. 
Simone di Montfort mise subito l'assedio a Tolosa, ma morì nel 1218, il 25 giugno, colpito da una pietra lanciata da una macchina da getto azionata da donne; fu sepolto nell'abbazia de Haute-Bruyère.
L'assedio fu continuato dal figlio Amalrico o Amaury di Montfort; ma Amalrico non aveva la tempra del padre e quindi non fu in grado di contrastare Raimondo VI, il quale riuscì a resistere all'assedio e a riprendere i territori perduti.
Lasciò i titoli in terra di Francia al figlio primogenito Amalrico, che prese la guida della crociata e divenne connestabile di Francia come lo zio Matteo, mentre il titolo di conte di Leicester andò al figlio minore Simone, che tornò in Inghilterra alla corte del re Enrico III.

## Matrimonio e discendenza
Nel 1190 Simone aveva sposato Alice di Montmorency (?-1221), figlia di Bucardo V di Montmorency e sorella di Matteo II di Montmorency, detto il Grande  , connestabile di Francia. Anche Alice fu sepolta nell'abbazia de Haute-Bruyère.
Simone ed Alice ebbero sette figli:
- Amalrico (1195–1241), conte di Montfort e connestabile di Francia, sposa, nel 1220, Beatrice del Viennois, figlia del delfino Ghigo VI del Viennois e della di lui prima moglie Beatrice di Sabran;
- Guido (circa 1197– 1220), conte di Bigorre a seguito del matrimonio, nel 1216, con la contessa di Bigorre, Petronilla;
- Roberto di Monfort, probabilmente morto giovane[3];
- Simone (1209– 1265), fuggito in Inghilterra, sesto conte di Leicester, morto nella battaglia di Evesham;
- Amicie (?-1252), che sposò il signore di Chateau-Regnard[3];
- Laura, che sposò il signore di Piquigny, Gerardo II[3];
- Petronilla, badessa del monastero cistercense di Sant'Antonio.